# La part du diable
La part du diable, ou Carlo Broschi è un'opéra-comique in tre atti di Daniel Auber, su libretto di Eugène Scribe, rappresentata per la prima volta a Parigi nel 1843. L'opera è liberamente tratta dalla vita di Farinelli.

## Trama
Il cantante Carlo Broschi nasconde la sorella Casilda in un convento per nasconderla dalle grinfie del clero, che la vorrebbe dare come amante a Ferdinando VI. La giovane è innamorata di un giovane aristocratico che, Carlo teme, non ha intenzioni serie con lei. Il castrato si imbatte per errore nel Re e, colpito dalla sua malinconia, lo rallegra con una canzone. Il monarca ne è grato e lo invita a corte, dove Carlo Rafaël incontra Rafaël d'Estuniga, lo spasimante della sorella. Raphael continua a sospirare per amore e dice che venderebbe l'anima per ottenere colei che ama e Carlo allora gli si presenta come Satana, pronto a fare un patto demoniaco con lui.
Casila intanto è stata rapita dai preti e portata a corte per incontrare il re. Tuttavia il sovrano, la cui salute mentale è ancora debole, la scambia per un fantasma. Carlo si avvicina per parlare alla regina, lasciando Casilda e Rafaël da soli. Il giovane ha vinto una fortuna al gioco, ma la sua felicità è interrotta dall'arrivo del re, che lo condanna a morte. Per alleviare la tensione e calmare il re Carlo prova a spacciare Rafaël per suo marito, ma il grande inquisitore rivela la verità, mandando su tutte le furie il re. Tuttavia, Carlo racconta al re tutta la verità e, ricordando al sovrano che la regina non sospetta nulla del tentato tradimento, riesce a conquistare il lieto fine per sé e la sorella.

## Prime esecuzioni
L'opera ebbe la sua prima al Théâtre national de l'Opéra-Comique di Parigi il 16 gennaio 1843.

### Cast
| Personaggio              | Vocalità  | Interprete della prima 16 gennaio 1843, Parigi |
| ------------------------ | --------- | ---------------------------------------------- |
| Casilda                  | soprano   | Anna Thillon                                   |
| Rafaël d'Estuniga        | tenore    | Gustave-Hippolyte Roger                        |
| Ferdinando VI di Spagna  | basso     | Jean-Baptiste Grard                            |
| Gil Vargas               | tenore    | Edmond-Jules Delaunay-Ricquier                 |
| Carlo Broschi            | soprano   | Giovanna "Juana" Rossi-Caccia                  |
| Maria Teresa di Braganza | contralto | Antoinette-Jeanne Révilly                      |
| Conte Medrano            | basso     | Louis Palianti                                 |
| Fra Antonio              | basso     | Victor                                         |